# Marwin Talsma
Marwin Talsma (Sneek, 19 december 1997) is een Nederlands langebaanschaatser. Zijn specialisatie ligt op de lange afstanden (5000 en 10.000 meter). In 2024 reed Talsma voor Team FrySk.
Op 1 november 2020 werd Talsma nationaal kampioen op de 10.000 meter tijdens het NK afstanden in Thialf.

## Persoonlijke records[4]
| Afstand      | Tijd     | Datum            | Baan       |
| ------------ | -------- | ---------------- | ---------- |
| 500 meter    | 37,96    | 16 januari 2021  | Heerenveen |
| 1000 meter   | 1.14,40  | 16 maart 2017    | Calgary    |
| 1500 meter   | 1.46,20  | 27 december 2020 | Heerenveen |
| 3000 meter   | 3.40,24  | 19 december 2020 | Heerenveen |
| 5000 meter   | 6.11,84  | 31 januari 2025  | Milwaukee  |
| 10.000 meter | 12.50,91 | 31 oktober 2021  | Heerenveen |

(laatst bijgewerkt: 31 januari 2025)

## Resultaten
| Jaar | NK Afstanden               | NK Allround            | EK Allround           | WK Junioren                            |
| ---- | -------------------------- | ---------------------- | --------------------- | -------------------------------------- |
| 2016 |                            | NC12 (22e, 8e, 16e, -) |                       | 9e 5000m 4e achtervolging              |
| 2017 | 14e 5000m                  |                        |                       | 5000m · 22e massastart · achtervolging |
| 2018 | 17e 5000m                  | 7e · (19e, , 16e, )    |                       |                                        |
| 2019 | 17e 5000m 9e massastart    | NC14 (19e, 9e, 15e, -) |                       |                                        |
| 2020 | 8e 5000m · 10000m          | NS2 (19e, DNS, -, -)   |                       |                                        |
| 2021 | 5e 5000m · 10000m          | · (13e, , 5e, )        | 7e · (17e, 4e, 12e, ) |                                        |
| 2022 | 18e 1500m · 5000m · 10000m | NC10 (18e, 7e, 8e, -)  |                       |                                        |
| 2023 | 11e 5000m 6e 10000m        | 8e (17e, 7e, 14e, 5e)  |                       |                                        |
| 2024 | 4e 5000m · 10000m          | 6e · (20e, 5e, 13e, )  |                       |                                        |
| 2025 | 9e 5000m 4e 10000m         | 7e (20e, 4e, 18e, 5e)  |                       |                                        |